# 6084 Баском
6084 Баском (6084 Bascom) — астероїд головного поясу, відкритий 12 лютого 1985 року.
Тіссеранів параметр щодо Юпітера — 3,443.